# Massaker von Sanski Most

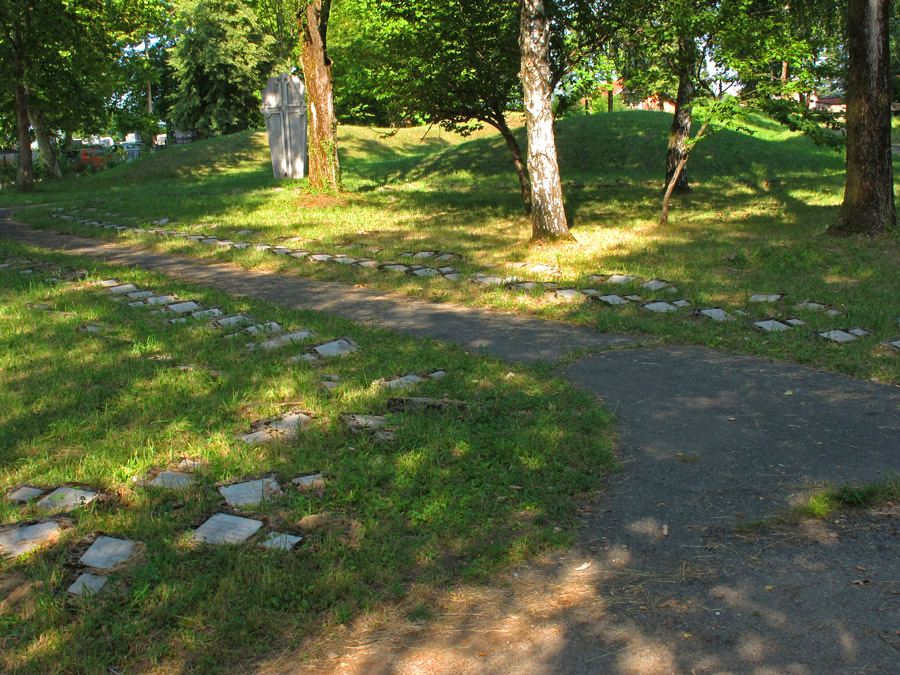
Ein Weg in Richtung eines der Denkmäler auf dem Šušnjar-Hügel, wo sich der Massenmord überwiegend ereignete.

Das Massaker von Sanski Most, auch als Massaker von Šušnjar bekannt, war ein Kriegsverbrechen während des Zweiten Weltkriegs. In der Stadt Sanski Most wurden 1941 bis zu 5500 Serben und 40 bis 50 Juden ermordet. Das Massaker wurde überwiegend von den kroatisch-faschistischen Ustascha, aber auch von bosnisch-muslimischen Milizen während der Periode des faschistischen Unabhängigen Staates Kroatien (NDH) verübt.
Seitdem gilt die Stadt als judenfrei. Es kam auch zu schweren sexuellen Übergriffen an Mädchen und Frauen. Die Leichen wurden in Massengräbern verscharrt, davon die meisten am Hügel Šušnjar. Heute befindet sich dort die Gedenkstätte Šušnjar, jedoch gilt sie als stark vernachlässigt.

## Geschichte
Während der Razzien, die die Ustascha Anfang 1941 gegen die nicht-kroatische Bevölkerung begann, vor allem gegen Serben, Juden, Roma und Sinti, wurden allein in und um die Stadt Sanski Most 7000 Serben und 65 Juden zwangsversammelt. Im April wurden dort die ersten großen Massaker an Serben gemeldet. Im Mai hängte man etwa 30 Serben im Stadtpark von Sanski Most. Zwischen dem 2. und 3. August 1941 wurde die Ermordung von weiteren 2862 Serben durch die Gestapo registriert. Dabei wurde die serbische Bevölkerung aus Sanski Most verschleppt und zum Hügel Šušnjar gebracht. Schließlich zwang man die Opfer, selbst ihre Gräber auszuheben.
Anschließend wurden sie ermordet und in Massengräbern verscharrt. Die Massenermordung wurde überwiegend auf bestialische Art und Weise verübt, mit Waffen verschiedener Art, darunter Äxte und Messer, und sie dauerte drei Tage. Nach den damaligen Angaben soll der Boden für Monate durch das Blut verfärbt worden sein. Einige konnten sich jedoch retten, aufgrund der Zwangskonvertierung von christlich-orthodoxen Serben zum Katholizismus. Eine Gedenkstätte wurde durch die damaligen kommunistischen Behörden Jugoslawiens erst 1971 errichtet.
Daneben sollen ein Kilometer vom Stadtzentrum entfernt zwei weitere Massengräber existieren, die jeweils 100 Meter lang, vier Meter breit und acht Meter tief sein sollen und worin 4000 Leichen begraben sein sollen sowie insgesamt 3000 weitere an anderen Orten um Sanski Most, die heute zur Föderation Bosnien und Herzegowina gehören. Nach diesen Angaben würde die Opferzahl über 10.000 betragen, jedoch konnte die genaue Opferzahl bis heute nicht geklärt werden, unter anderem aufgrund von Behinderungen genauer Untersuchungen und Lokalisierungen.